# Saša Kalajdžić
Saša Kalajdžić (sinh ngày 7 tháng 7 năm 1997) là cầu thủ bóng đá người Áo đang thi đấu ở vị trí tiền đạo cắm cho câu lạc bộ Wolverhampton Wanderers và Đội tuyển bóng đá quốc gia Áo.

## Sự nghiệp câu lạc bộ
Kalajdžić bắt đầu sự nghiệp cầu thủ tại đội bóng Áo FC Admira Wacker Mödling. Vị trí ban đầu của anh là tiền vệ, trước khi được đẩy lên đá vị trí tiền đạo. Tại Admira Wacker, Kalajdžić có được 11 bàn thắng trong 33 trận tại Giải bóng đá vô địch quốc gia Áo.

### VfB Stuttgart
Ngày 5 tháng 7 năm 2019, Kalajdžić ký hơp đồng có thời hạn 4 năm với đội bóng Đức VfB Stuttgart. Tuy nhiên ngay ở lần tham gia tập huấn đầu tiên cùng câu lạc bộ mới, anh đã dính chấn thương đứt dây chằng và buộc phải nghỉ thi đấu gần một năm. Phải đến ngày 28 tháng 5 năm 2020, anh mới có lần đầu ra sân cho Stuttgart tại giải 2. Bundesliga trong trận đấu với Hamburger SV và có bàn thắng đầu tiên trên đất Đức trong chiến thắng 6-0 trước FC Nuremberg ngày 21 tháng 6 năm 2020.

#### 2020-21
VfB Stuttgart thăng hạng Bundesliga trong mùa giải 2020-21 và Kalajdžić ghi bàn ngay trong trận đấu vòng 1 thua SC Freiburg 3-2. Anh tiếp tục lập công trong hai vòng đấu kế tiếp thắng Mainz 4-1 và hòa Bayer 04 Leverkusen 1-1.
Đến vòng đấu thứ 12 với Union Berlin anh mới lập công trở lại nhưng lần này là cú đúp từ băng ghế dự bị giúp Stuttgart giành lại được 1 điểm sau khi đã bị dẫn 2-0.
Kalajdžić kết thúc mùa giải 2020-21 với 16 bàn thắng tại Bundesliga sau 32 trận.

### Wolverhampton Wanderers
Ngày 31 tháng 8 năm 2022, Kalajdzic hoàn tất việc chuyển đến thi đấu cho câu lạc bộ Wolverhampton Wanderers, Kalajdzic sẽ mặc chiếc áo số 18 ở đội bóng mới.

## Sự nghiệp đội tuyển quốc gia
Kalajdžić có trận đấu đầu tiên cho Đội tuyển bóng đá quốc gia Áo vào ngày 14 tháng 10 năm 2020 trong trận đấu với Romania tại UEFA Nations League khi vào sân thay cho Michael Gregoritsch ở phút 90. Ngày 25 tháng 3 năm 2021, anh có bàn thắng mở màn tại đội tuyển Áo với cú đúp trước Scotland tại lượt trận đầu tiên vòng loại World Cup 2022 nhưng đã không thể giúp Áo giành chiến thắng.
Cuối tháng 5 năm 2021, anh có tên trong danh sách 26 tuyển thủ Áo tham dự Euro 2020. Tại giải đấu này, anh chỉ có được một bàn thắng trong trận thua 1-2 trước đội tuyển Ý ở vòng 16 đội.

## Thống kê sự nghiệp

### Câu lạc bộ
Tính đến ngày 22 tháng 5 năm 2021
| Câu lạc bộ             | Mùa giải            | Giải đấu                   | Giải đấu | Giải đấu | Cúp quốc gia | Cúp quốc gia | Châu Âu | Châu Âu | Tổng cộng | Tổng cộng |
| Câu lạc bộ             | Mùa giải            | Hạng                       | Trận     | Bàn      | Trận         | Bàn          | Trận    | Bàn     | Trận      | Bàn       |
| ---------------------- | ------------------- | -------------------------- | -------- | -------- | ------------ | ------------ | ------- | ------- | --------- | --------- |
| Admira Wacker Amateure | 2016–17             | Austrian Regionalliga East | 27       | 10       | 0            | 0            | —       | —       | 27        | 10        |
| Admira Wacker Amateure | 2017–18             | Austrian Regionalliga East | 3        | 3        | 0            | 0            | —       | —       | 3         | 3         |
| Admira Wacker Amateure | 2018–19             | Austrian Regionalliga East | 3        | 0        | 0            | 0            | —       | —       | 3         | 0         |
| Admira Wacker Amateure | Tổng cộng           | Tổng cộng                  | 33       | 13       | 0            | 0            | —       | —       | 33        | 13        |
| Admira Wacker          | 2017–18             | Austrian Bundesliga        | 18       | 3        | 2            | 1            | —       | —       | 20        | 4         |
| Admira Wacker          | 2018–19             | Austrian Bundesliga        | 15       | 8        | 0            | 0            | —       | —       | 15        | 8         |
| Admira Wacker          | Tổng cộng           | Tổng cộng                  | 33       | 11       | 2            | 1            | —       | —       | 35        | 12        |
| VfB Stuttgart          | 2019–20             | 2. Bundesliga              | 6        | 1        | 0            | 0            | —       | —       | 6         | 1         |
| VfB Stuttgart          | 2020–21             | Bundesliga                 | 33       | 16       | 3            | 1            | —       | —       | 36        | 17        |
| VfB Stuttgart          | Tổng cộng           | Tổng cộng                  | 39       | 17       | 3            | 1            | —       | —       | 42        | 18        |
| Tổng cộng sự nghiệp    | Tổng cộng sự nghiệp | Tổng cộng sự nghiệp        | 105      | 41       | 5            | 2            | 0       | 0       | 110       | 43        |

### Quốc tế
Tính đến ngày 24 tháng 3 năm 2022.
| Đội tuyển quốc gia | Năm       | Trận | Bàn |
| ------------------ | --------- | ---- | --- |
| Áo                 | 2020      | 2    | 0   |
| Áo                 | 2021      | 9    | 4   |
| Áo                 | 2022      | 1    | 0   |
| Tổng cộng          | Tổng cộng | 12   | 3   |

#### Bàn thắng quốc tế
Bàn thắng và kết quả của Áo được để trước.
| # | Ngày                | Địa điểm                              | Số trận | Đối thủ        | Bàn thắng | Kết quả | Giải đấu                 |
| - | ------------------- | ------------------------------------- | ------- | -------------- | --------- | ------- | ------------------------ |
| 1 | 25 tháng 3 năm 2021 | Hampden Park, Glasgow, Scotland       | 3       | Scotland       | 1–0       | 2–2     | Vòng loại World Cup 2022 |
| 2 | 25 tháng 3 năm 2021 | Hampden Park, Glasgow, Scotland       | 3       | Scotland       | 2–1       | 2–2     | Vòng loại World Cup 2022 |
| 3 | 28 tháng 3 năm 2021 | Sân vận động Ernst Happel, Vienna, Áo | 4       | Quần đảo Faroe | 3–1       | 3–1     | Vòng loại World Cup 2022 |
| 4 | 26 tháng 6 năm 2021 | Sân vận động Wembley, London, Anh     | 10      | Ý              | 1–2       | 1–2     | Euro 2020                |